# Acanthocleithron
Acanthocleithron is een monotypisch geslacht van straalvinnige vissen uit de familie van de baardmeervallen (Mochokidae).

## Soort
- Acanthocleithron chapini (Nichols & Griscom, 1917)